# Ubysławice
Ubysławice (deutsch Rüwolsdorf) ist ein Dorf in der Woiwodschaft Westpommern in Polen. Das Dorf gehört zur Gmina Karlino (Stadt- und Landgemeinde Körlin) im Powiat Białogardzki (Belgarder Kreis). 

## Geographische Lage
Das Dorf liegt in Hinterpommern, etwa 115 km nordöstlich von Stettin und etwa 25 km südöstlich von Kołobrzeg (Kolberg). 
Die nächsten Nachbarorte sind im Westen Mierzyn (Alt Marrin), im Nordosten Warnino (Warnin), im Südosten Świemino (Schwemmin) und im Südwesten Mierzynek (Neu Marrin).  

## Geschichte
Rüwolsdorf wurde unter König Friedrich dem Großen im Jahre 1774 angelegt: Der König gewährte der Gutsherrin von (Alt) Marrin, Johanna Regina Wißmann, bedeutende Fördermittel („königliche Gnadengelder“), um neue Gutseinrichtungen und Siedlerstellen anzulegen. Unter anderem wurde etwa 2 km östlich von (Alt) Marrin als neue Gutseinrichtung ein Vorwerk oder Hammelschäferei angelegt. Bei dem Vorwerk wurden zugleich in der Form eines zweizeiligen Straßendorfes zwei Kossäten und sechs Büdner angesetzt. Die neue Ansiedlung erhielt den Namen „Rivolsdorf“, später „Rüwolsdorf“ geschrieben, nach einer östlich der Ansiedlung gelegenen Anhöhe, dem Rüwolsberg.  
Bei der Regulierung der gutsherrlichen und bäuerlichen Verhältnisse (siehe: Preußische Agrarverfassung) des Rittergutes Marrin wurden 1835 die Bauern aus Alt Marrin und aus dem zu Alt Marrin gehörenden Kuhhagen nach Rüwolsdorf umgesetzt. Damit war Rüwolsdorf zu einem reinen Bauerndorf geworden, demgegenüber Alt Marrin zu einem reinen Gutsdorf und Kuhhagen zu einem reinen Gutsvorwerk.   
Rüwolsdorf wurde eine eigenständige Landgemeinde mit einer Fläche von 279 ha (Stand 1864). Mit der Auflösung der Gutsbezirke in Preußen wurden 1929 der Gutsbezirk Alt Marrin (mit Kuhhagen) und der Gutsbezirk des um 1830 angelegten Neu Marrin in die Landgemeinde Rüwolsdorf eingegliedert. Damit waren nun alle Ortschaften des alten Marriner Güterkomplexes wieder in einer Gebietskörperschaft vereinigt.  
Bis 1945 gehörte die Landgemeinde Rüwolsdorf mit ihren Wohnplätzen Alt Marrin, Neu Marrin und Vorwerk Kuhhagen zum Landkreis Kolberg-Körlin in der preußischen Provinz Pommern.
1945 kam Rüwolsdorf, wie ganz Hinterpommern, an Polen. Die Bevölkerung wurde vertrieben und durch Polen ersetzt. Rüwolsdorf erhielt den polnischen Ortsnamen „Ubysławice“.
Das Dorf gehört heute zur Gmina Karlino (Stadt- und Landgemeinde Körlin), in der es ein eigenes Schulzenamt bildet.

## Entwicklung der Einwohnerzahlen
- 1816: 037 Einwohner[3]
- 1855: 227 Einwohner[3]
- 1864: 245 Einwohner[3]
- 1895: 166 Einwohner[3]
- 1919: 181 Einwohner[3]
- 1925: 194 Einwohner[3]
- 1933: 571 Einwohner (mit den eingemeindeten Ortsteilen Alt Marrin, Neu Marrin und Vorwerk Kuhhagen)[3]
- 1939: 540 Einwohner (mit den eingemeindeten Ortsteilen Alt Marrin, Neu Marrin und Vorwerk Kuhhagen)[3]